# Hastigerinoides
Hastigerinoides es un género de foraminífero planctónico de la Subfamilia Eohastigerinellinae, de la Familia Globigerinelloididae, de la Superfamilia Planomalinoidea, del Suborden Globigerinina y del Orden Globigerinida. Su especie-tipo es Hastigerinella alexanderi. Su rango cronoestratigráfico abarca desde el Coniaciense hasta la Santoniense (Cretácico superior).

## Descripción
Hastigerinoides incluía especies con conchas planiespiraladas involutas, biumbilicada y estrellada; sus cámaras eran inicialmente globulares, después subpiramidales alargadas radialmente y finalmente tubuloespinadas, con largas tubuloespinas punteagudas proyectándose desde la parte media de cada cámara; sus suturas intercamerales eran ligeramente curvadas e incididas; su contorno era fuertemente lobulado y estrellado; su periferia era angulosa; su ombligo era amplio; su abertura principal era ecuatorial e interiomarginal, de arco amplio bajo a moderadamente alto, y protegida por un pórtico; la porción interiomarginal de las aberturas de las cámaras precedentes permanecían como aberturas relictas en ambas áreas umbilicales; presentaban pared calcítica hialina radial, finamente perforada con poros cilíndricos, con la superficie lisa a punteada, y pustulosa en las cámaras del estadio inicial.

## Discusión
Clasificaciones posteriores han incluido Hastigerinoides en la Familia Planomalinidae.

## Paleoecología
Hastigerinoides incluía especies con un modo de vida planctónico, de distribución latitudinal tropical-subtropical, y habitantes pelágicos de aguas superficiales (medio epipelágico).

## Clasificación
Hastigerinoides incluye a las siguientes especies:
- Hastigerinoides alexanderi †
- Hastigerinoides subdigitata †

Otras especies consideradas en Hastigerinoides son:
- Hastigerinoides alpiena †
- Hastigerinoides atlanticus †
- Hastigerinoides watersi†, aceptada como Eohastigerinella watersi

En Hastigerinoides se ha considerado el siguiente subgénero:
- Hastigerinoides (Eohastigerinella), aceptado como género Eohastigerinella